# エストリズ・スヴェンスダッタ
エストリズ・スヴェンスダッタ（デンマーク語：Estrid Svendsdatter, 990/7年 - 1057/73年）は、デンマーク王スヴェン1世の娘で、クヌーズ2世（イングランド王クヌート1世）の妹。ウルフ伯と結婚し、後のデンマーク王スヴェン2世とビョルンの母となった。1047年から1412年までデンマークを支配した王朝（エストリズセン朝）は、エストリズの名から名付けられた。エストリズ自身は女王にも王妃にもならなかったが、息子スヴェン2世の治世の間、デンマークでは「Dronning（Queen）」と呼ばれた。
一説によると、エストリズはスヴェン1世と2番目の妃シグリーズ（Sigrid Storråda）の娘で、シグリーズはスヴェン1世と結婚する前にエリク6世と結婚しオーロフをもうけており、ポーランド公ミェシュコ1世の娘グンヒルとの子であるクヌーズ2世、ハーラル2世らの異母妹であるという。

## 生涯
エストリズは990年から997年の間に生まれた。1014年に父スヴェン1世が死去した。
エストリズは最初、短期間ロシアの領主と結婚していたとされている（キエフ大公ウラジーミル1世の息子ヴォルィーニ公フセヴォロドと見なす説がある）。この人物は1015年のキエフ大公の死後まもなく死去したといわれる。
兄クヌーズがイングランド王となった後、クヌーズはノルマンディー公リシャール2世との間で、リシャールの息子ロベールとエストリズとの結婚を決めた。この結婚が実際に行われたかどうかは不明である。歴史家ルドルフス・グラベルはその著書『Historiarum libri quinque』の中で、クヌーズの姉妹がロベールと結婚したとしている。一方、ブレーメンのアダムはエストリズ（アダムはマルグレーテとしている）がリシャール2世と結婚し、その後リシャールがエルサレムへ行った後にエストリズがウルフ伯と結婚したとしているが、実際はロベールはエルサレムには行っているが、リシャールは行っていない。ノルマンディーの記録にはどちらの公爵に関してもそのような結婚については触れられておらず、歴史家は短期間の結婚や婚約にせよ異議を唱えている。
兄クヌーズはエストリズとオークニー伯ウルフとの結婚を決めた。しかし、1026年にウルフはクヌーズの命により殺害された。この暗殺がエストリズの同意のもとで行われた可能性がある。エストリズは兄の信頼を損なうことなく、兄から広大な領土を与えられているからである。エストリズは息子の教育を教会にまかせ、教会に寄付を行い、デンマークで初めての石造りの教会（ロスキレ大聖堂）を創建したといわれている。エストリズは息子スヴェンによるデンマークにおける支配拡大への取り組みを支援した。
1047年、スヴェン2世は母エストリズがデンマーク王女であったことによりデンマーク王位を継承し、母の名から「スヴェン・エストリズセン（エストリズの息子の意）」として知られる。エストリズ自身は「Dronning（Queen）」（王太后ではなく）の地位を与えられたが、これは通常は王の配偶者に与えられる地位と同じであり、自身は君主でも王配でもなかったものの、「Dronning Estrid（Queen Estrid）」として知られるようになった。スヴェン2世はエドワード懺悔王のあとにイングランド王位を要求したが、これは退けられた。ウルフの姉妹ギータはウェセックス伯ゴドウィンと結婚しており、イングランド＝スカンディナヴィア陣営にしっかりとゴドウィンの一族を組み込んだのである 。
エストリズの没年は不明であるが、1057年から1073年の間であることは確実である。ロスキレ司教ヴィルヘルムがエストリズの葬儀を司宰したが、ヴィルヘルムの在職期間が1057年から1073年までであったためである。

## エストリズの埋葬場所
エストリズはロスキレ大聖堂の北東の柱部に埋葬されたと広く信じられてきた。しかし2003年に行われたDNA検査の結果、そこに埋葬されていた遺体はエストリズより若い女性のものと判明し、その説は否定された。最近の説では、この場所にあった印は同じくエストリズの名で呼ばれていたハーラル3世の王妃マルグレーテ・ハスビョルンスダッタのものと考えられている。